# وزارة جمال عبد الناصر الثانية
وزارة الرئيس جمال عبد الناصر الثانية هي الوزارة الخامسة والسبعون في تاريخ مصر وتشكلت في 17 أبريل 1954. صدر قرار تشكيل هذه الوزارة بتكليف من مجلس قيادة الثورة برئاسة اللواء محمد نجيب وبتوقيعه كرئيس للجمهورية، ووقع أعضاء مجلس قيادة الثورة على هذا الأمر، وهو القرار الذي سبقه قرار تخلي اللواء محمد نجيب عن رئاسة الوزراء.:34:35

## أعضاء الحكومة
| الوزارة                              | الوزير              |
| ------------------------------------ | ------------------- |
| رئيس مجلس الوزراء                    | جمال عبد الناصر     |
| الحربية                              | حسين الشافعي        |
| الداخلية                             | زكريا محيي الدين    |
| الخارجية                             | محمود فوزي          |
| المالية والاقتصاد                    | عبد الحميد الشريف   |
| المواصلات                            | جمال سالم           |
| الصحة العمومية                       | نور الدين طراف      |
| العدل                                | أحمد حسني           |
| الأوقاف                              | أحمد حسن الباقوري   |
| الزراعة                              | عبد الرازق صدقي     |
| الشئون البلدية والقروية              | عبد اللطيف البغدادي |
| الإرشاد القومي والدولة لشئون السودان | صلاح سالم           |
| الأشغال العمومية                     | أحمد عبده الشرباصي  |
| الشئون الاجتماعية                    | كمال الدين حسين     |
| المعارف العمومية                     | محمد عوض محمد       |
| التجارة والصناعة                     | حسن مرعي            |
| التموين                              | جندي عبد الملك      |
| الدولة لشئون رئاسة الجمهورية         | حسن إبراهيم         |
| الدولة                               | فتحي رضوان          |

## التعديلات
- في 31 أغسطس 1954:
  - جمال سالم: نائب لرئيس الوزراء
  - فتحي رضوان: وزير للمواصلات
  - كمال الدين حسين: وزير للمعارف
  - حسين الشافعي: وزير للشئون الاجتماعية
  - عبد الحكيم عامر: وزير للحربية
  - أنور السادات: وزير للدولة
  - عبد المنعم القيسوني: وزير للمالية والاقتصاد
  - استقالة محمد عوض محمد (وزير المعارف)
  - استقالة عبد الحميد الشريف (وزير المالية والاقتصاد)
- في 14 نوفمبر 1954 أعفي الرئيس محمد نجيب من الرئاسة
- في 3 يناير توفي جندي عبد الملك (وزير التموين)
- في 8 فبراير 1955: عين حسن إبراهيم (وزير الدولة لشئون رئاسة الجمهورية) وزيراً للدولة لشئون الإنتاج بالإضافة إلى منصبه
- في 2 نوفمبر 1955:
  - عين جمال سالم نائباً لرئيس الوزراء ووزيراً للمواصلات
  - عين فتحي رضوان: وزيراً للإرشاد القومي
- في 8 فبراير 1956: ندب محمد أبو نصير للقيام بأعمال وزير التموين
- في 24 مارس 1956: عين كمال رمزي إستينو وزيراً للتموين
- في 4 يونيو 1956: استقال صلاح سالم من منصبه كوزير دولة للإرشاد القومي ووزير دولة لشئون السودان